# Ушаков Георгій Олексійович
Гео́ргій Олексі́йович Ушако́в (рос. Георгий Алексеевич Ушаков; 30 січня 1901 — 3 грудня 1963) — радянський дослідник Арктики, доктор географічних наук (1950).

## Життєпис
Народився в селі Лазарєво, нині — Єврейська автономна область Росії, у багатодітній родині амурського козака. Отримав початкову освіту в сільській школі, у 1912 році переїхав до Хабаровська, де закінчив міське училище.
У 1916 році Г. Ушаков взяв участь в експедиції відомого мандрівника і дослідника Уссурійського краю В. Арсеньєвим.
У 1918 році Г. Ушаков добровольцем вступив до загону Червоної гвардії, брав участь у боях з білогвардійцями, потім нетривалий час навчався в Хабаровській учительській семінарії, а з вересня 1919 року знову зі зброєю в руках захищав Радянську владу.
Після закінчення бойових дій Г. Ушаков, на той час вже член РКП(б), працював завідувачем хати-читальні в одному з далеких районів Приморського краю, був секретарем партійного осередку, головою правління Кредитної спілки. Наприкінці 1925 року його перевели на роботу до Владивостоцької контори Держторгу.
Постановою РНК РРФСР від 10 липня 1926 року Г. О. Ушаков був призначений уповноваженим з управління островами Врангеля і Геральд. Пароплавом «Ставрополь» на чолі загону в кількості 59 осіб, переважно ескімосів, він висадився на пустельний і безлюдний острів. Як місце майбутнього поселення обрали берег бухти Роджерс на південному узбережжі. Ушаков здійснив перші кроки з освоєння, дослідження і опису острова Врангеля: зібрав колекції представників острівної флори і фауни, геологічних зразків. Навесні 1928 року з товаришами на трьох нартах він здійснив 42-денний маршрут навколо острова, провівши геодезичну зйомку його узбережжя. Це була перша достовірна мапа о. Врангеля. Влітку 1928 року він здійснив кілька поїздок у внутрішні частини острова, продовжуючи його опис та збори колекцій. Також проводив метеорологічні спостереження. Наприкінці серпня 1929 року Г. О. Ушаков залишив острів Врангеля і на криголамі «Ф. Літке» повернувся на материк.
У липні 1930 року Г. О. Ушаков, за власноруч розробленим планом, відправився спільно з М. Урванцевим, В. Ходовим і С. Журавльовим підкорювати архіпелаг Північну Землю. Протягом двох років (1930—1932) четвірка відважних дослідників здійснила неймовірне: вони описали і склали першу мапу архіпелагу Північна Земля, відкрили протоку Шокальського, родовища олов'яних руд.
У грудні 1932 року Г. О. Ушаков призначений першим заступником начальника новоствореного Головного управління Північного морського шляху. У лютому 1934 року він як уповноважений урядової комісії з порятунку екіпажу і пасажирів пароплава «Челюскін», який затонув у Чукотському морі, спільно з М. Слепньовим і С. Леваневським був відряджений до США з метою закупівлі літаків для порятунку челюскінців.
У 1935 році Г. О. Ушаков очолив Першу Високоширотну експедицію на криголамному пароплаві «Садко». В ході експедиції були здійснені наукові відкриття, поставлений світовий рекорд вільного плавання за Полярним колом (82° 4' пн. ш.). Одним з найважливіших досягнень експедиції стало визначення меж континентального шельфу. Встановлено проникнення теплих вод Гольфстріму до берегів Північної Землі, відкритий острів, названий ім'ям Ушакова.
У 1936—1939 роках — начальник новоствореного Головного управління Гідрометеорологічної служби СРСР. Згодом обіймав посади заступника голови Ради з вивчення продуктивних сил при Академії наук СРСР, вченого секретаря Інституту мерзлотознавства АН СРСР. Працював у Президії АН СРСР.
У 1947 році Г. О. Ушаков був одним з керівників експедиції до Бразилії для спостереження за сонячним затемненням.
У 1950 році рішенням Вищої атестаційної комісії Г. О. Ушакову присвоїли ступінь доктора географічних наук (без захисту дисертації).
У 1958 році, за станом здоров'я, Г. О. Ушаков вийшов на пенсію. Мешкав у Москві, де й помер. Він заповідав поховати себе на Північній Землі, тому урна з його прахом похована на острові Домашньому.

## Нагороди
Нагороджений орденами Леніна, Трудового Червоного Прапора, Червоної Зірки, медалями.

## Вшанування пам'яті
Ім'ям Георгія Ушакова названо:
- Острів у північній частині Карського моря. Відкритий 1 вересня 1935 року Першою Високоширотною експедицією Главсевморпуті на к/п «Садко». Назву запропонував М. Зубов, науково-технічна рада експедиції його схвалила.
- Мис на південному заході острова Нансена (архіпелаг Земля Франца-Йосифа). Названий у 1933—1934 роках експедицією ВАІ під керівництвом Т. Спіжарського.
- Мис на північно-західному березі острова Врангеля. Назвав у 1929 році А. Мінєєв.
- Коса на півдні острова Врангеля, яка відокремлює від моря бухту Роджерс. Названа за пропозицією співробітників гідробази бухти Провидіння, затверджена у 1968 році Іультинським райвиконкомом.
- Річка у північній частині острова Жовтневої Революції (архіпелаг Північна Земля). Названа на початку 1950-х років полярними геологами.